# Mistrzostwa Europy w Lekkoatletyce 1978 – bieg na 400 m kobiet

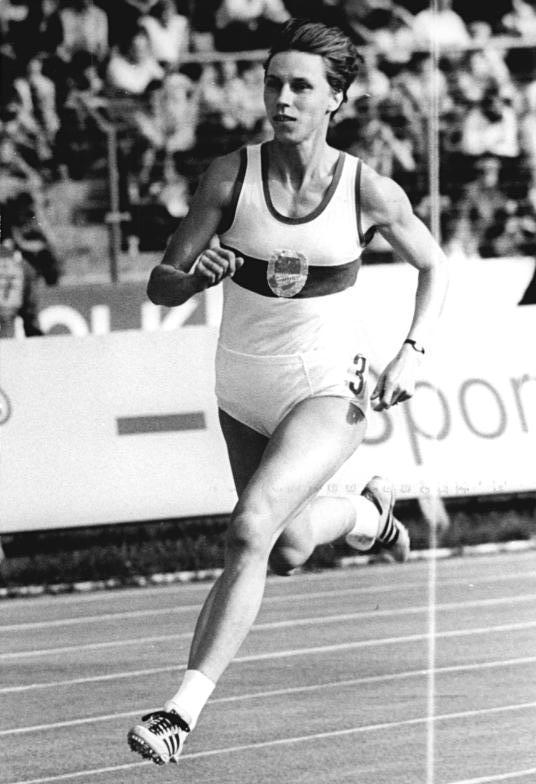
Marita Koch

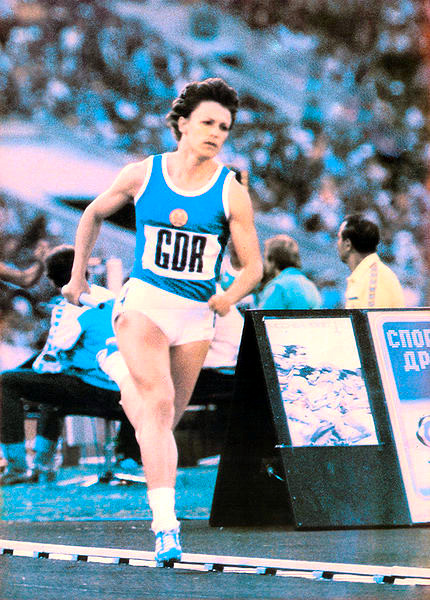
Christina Brehmer

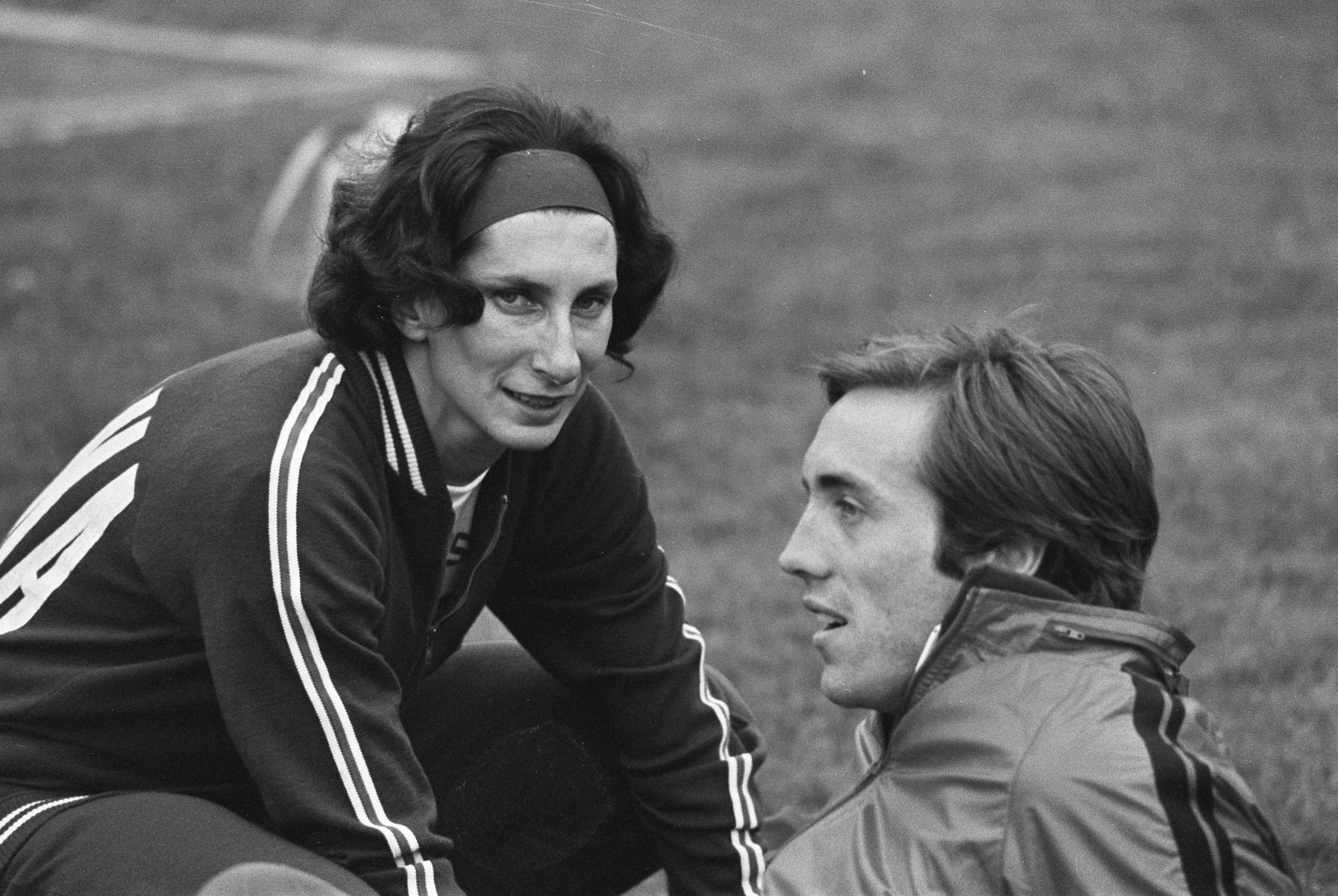
Irena Szewińska (i Wojciech Buciarski)

Bieg na dystansie 400 metrów kobiet był jedną z konkurencji rozgrywanych podczas XII mistrzostw Europy w Pradze. Biegi eliminacyjne zostały rozegrane 29 sierpnia, biegi półfinałowe 30 sierpnia, a bieg finałowy 31 sierpnia 1978 roku. Zwyciężczynią tej konkurencji została reprezentantka Niemieckiej Republiki Demokratycznej Marita Koch, która w finale ustanowiła rekord świata rezultatem 48,94 s. W rywalizacji wzięło udział dwadzieścia pięć zawodniczek z trzynastu reprezentacji.

## Rekordy
| Rekord świata     | Marita Koch (GDR)  | 49,19 | Lipsk, NRD   | 02.07.1978 |
| Rekord Europy     | Marita Koch (GDR)  | 49,19 | Lipsk, NRD   | 02.07.1978 |
| Rekord mistrzostw | Riitta Salin (FIN) | 50,14 | Rzym, Włochy | 04.09.1974 |

## Wyniki

### Eliminacje
Rozegrano cztery biegi eliminacyjne. Do półfinałów awansowały po trzy najlepsze zawodniczki każdego biegu eliminacyjnego (Q), a także cztery spośród pozostałych z najlepszymi czasami (q).
Bieg 1
| Miejsce | Zawodniczka          | Czas  | Uwagi |
| ------- | -------------------- | ----- | ----- |
| 1       | Marita Koch          | 52,95 | Q     |
| 2       | Irena Szewińska      | 53,14 | Q     |
| 3       | Ilona Pál            | 53,42 | Q     |
| 4       | Patricia Darbonville | 53,50 | q     |
| 5       | Rosine Wallez        | 53,99 |       |
| 6       | Anne Aren            | 54,37 |       |

Bieg 2
| Miejsce | Zawodniczka           | Czas  | Uwagi |
| ------- | --------------------- | ----- | ----- |
| 1       | Christiane Marquardt  | 52,12 | Q     |
| 2       | Joslyn Hoyte          | 52,29 | Q     |
| 3       | Gaby Bußmann          | 52,92 | Q     |
| 4       | Jarmila Kratochvílová | 53,33 | q     |
| 5       | Marina Sidorowa       | 53,72 | q     |
| 6       | Yvonne Hannus         | 53,98 |       |
| 7       | Ibolya Petrika        | 54,01 |       |

Bieg 3
| Miejsce | Zawodniczka          | Czas  | Uwagi |
| ------- | -------------------- | ----- | ----- |
| 1       | Christina Brehmer    | 51,71 | Q     |
| 2       | Verona Elder         | 52,64 | Q     |
| 3       | Pirjo Häggman        | 52,68 | Q     |
| 4       | Elke Decker          | 52,97 | q     |
| 5       | Catherine Delachanal | 53,81 |       |
| 6       | Truus van Amstel     | 54,37 |       |

Bieg 4
| Miejsce | Zawodniczka       | Czas  | Uwagi |
| ------- | ----------------- | ----- | ----- |
| 1       | Marija Kułczunowa | 51,55 | Q     |
| 2       | Dagmar Fuhrmann   | 53,45 | Q     |
| 3       | Donna Hartley     | 53,61 | Q     |
| 4       | Silvia Schinzel   | 53,80 |       |
| 5       | Rozália Halmosi   | 53,93 |       |
| 6       | Eva Ráková        | 54,00 |       |

### Półfinały
Rozegrano dwa półfinały. Do finału awansowały po cztery najlepsze zawodniczki każdego biegu półfinałowego (Q).
Półfinał 1
| Miejsce | Zawodniczka           | Czas  | Uwagi |
| ------- | --------------------- | ----- | ----- |
| 1       | Marita Koch           | 51,76 | Q     |
| 2       | Marija Kułczunowa     | 51,88 | Q     |
| 3       | Donna Hartley         | 52,14 | Q     |
| 4       | Pirjo Häggman         | 52,24 | Q     |
| 5       | Elke Decker           | 52,92 |       |
| 6       | Joslyn Hoyte          | 52,95 |       |
| 7       | Jarmila Kratochvílová | 53,93 |       |
| 8       | Patricia Darbonville  | 54,47 |       |

Półfinał 2
| Miejsce | Zawodniczka          | Czas  | Uwagi |
| ------- | -------------------- | ----- | ----- |
| 1       | Christina Brehmer    | 52,01 | Q     |
| 2       | Christiane Marquardt | 52,29 | Q     |
| 3       | Irena Szewińska      | 52,37 | Q     |
| 4       | Verona Elder         | 52,65 | Q     |
| 5       | Gaby Bußmann         | 52,66 |       |
| 6       | Dagmar Fuhrmann      | 53,23 |       |
| 7       | Ilona Pál            | 53,50 |       |
| 8       | Marina Sidorowa      | 54,08 |       |

### Finał
| Miejsce | Zawodniczka          | Czas  | Uwagi |
| ------- | -------------------- | ----- | ----- |
| 1       | Marita Koch          | 48,94 | WR    |
| 2       | Christina Brehmer    | 50,38 |       |
| 3       | Irena Szewińska      | 50,40 |       |
| 4       | Marija Kułczunowa    | 51,25 |       |
| 5       | Christiane Marquardt | 51,99 |       |
| 6       | Donna Hartley        | 52,31 |       |
| 7       | Pirjo Häggman        | 52,46 |       |
| 8       | Verona Elder         | 52,53 |       |